# 哈利法塔
塔，在落成前稱為杜拜塔，是一座位於阿拉伯聯合大公國杜拜境內的摩天大樓，為當前世界第一高樓與人工構造物，高度為828米（2,717英尺），樓層總數163層，造價達15億美元。自2009年封頂以來一直是世界上最高的建築，打破了多項高度記錄。
哈利法塔的建設於2004年9月21日開始動工，並於2007年初開始安裝玻璃帷幕，金屬外牆於同年6月施裝，最後於2010年1月4日正式完工啟用，總共用了5年的時間建成。主體結構為鋼筋混凝土，建築的部分鋼結構源自東柏林共和國宮，該建築於2010年作為杜拜市中心新開發項目的一部分開放參觀，被設計成大規模、混合用途開發的核心設施。迪拜政府决定建造这座大楼的目的是为了实现从石油经济向多元化经济转型，以及让迪拜获得国际认可。該建築以阿拉伯聯合酋長國前總統哈利法·本·扎耶德·阿勒納哈揚的名字命名。阿布扎比和阿聯酋政府則向迪拜借款以償還債務。
哈利法塔的總建築師是來自芝加哥建築事務所SOM建築設計事務所的阿德里安·史密斯領導的團隊設計。主要承建商是承攬吉隆坡雙峰塔的韓國三星C&T（Samsung C&T），海德諮詢被選為監理工程師、NORR集團顧問國際有限公司被選為監理該項目的架構。該建築的靈感設計源自伊斯蘭建築，例如薩邁拉大清真寺。Y形狀的三層樓幾何結構旨作為住宅和酒店空間。並設有支撐的中央核心筒和兩翼用於支撐建築物的高度。該結構還有一個覆層系統，旨在承受杜拜炎熱的夏季溫度。它總共包含57部電梯和8部自動扶梯。
在建築和工程過程的某個階段，最初的伊瑪爾地產開發人員遇到了財務問題，需要更多的資金和經濟資金。阿拉伯聯合酋長國當時的統治者阿勒納哈揚提供了金錢援助和資金，因此將名稱從「杜拜塔」改為「哈利法塔」。圍繞地標建設高密度開發項目和購物中心的盈利理念已被證明是成功的。迪拜市中心周邊的購物中心、酒店和公寓從整個項目中獲得了最多的收入，而哈利法塔本身卻幾乎沒有利潤。
哈利法塔的總體具有正向意義的評價，該建築獲得了許多獎項。然而，有許多來自南亞的移民工人曾對參與工程期間僅獲得低工資並被沒收護照而進行投訴。

## 更名由來
哈利法塔最初的原名叫杜拜塔（阿拉伯语：برج دبي），完工之後才改以哈利法塔為正式名稱。興建時期由於適逢金融海嘯，對杜拜的影響甚鉅，導致哈利法塔於資金調度不足下一度停建，但由於杜拜酋長的堅持，繼續興建，進而向阿布達比酋長哈利法·本·扎耶德·阿勒纳哈扬請求金融協助。之所以臨時改以哈利法（خليفة‎）為杜拜塔重新命名，乃是感念他的支援。
「哈里发」（خليفة‎）一名，原為阿拉伯帝國最高統治者與宗教領袖之尊稱，相當於皇帝兼教皇，在伊斯蘭世界中具有崇高地位，君臨天下，故後世亦有貴族以此為名。本塔如此命名實為一語雙關，氣勢恢宏。

## 高度

哈利法塔與世界其他知名高層建築之比較。

### 完工高度
哈利法塔在2010年1月4日完工啟用，高度達828（2,717英尺），是人類歷史上首個高度超過800公尺之建築物。
- 2004年9月21日，伊瑪爾開始興建杜拜塔。
- 2007年2月，杜拜塔超越了西爾斯大樓並成為當時最多樓層數的大樓（124層）。
- 2007年5月13日，杜拜塔以452（1,483英尺）（126層）超越了台北101的509.2（1,671英尺）的當時最高混凝土建築。[7]
- 2007年7月21日，杜拜塔超越了509.2（1,671英尺）的台北101成為地表上最高的大樓（141層）。[8]在那前一天，世界高層建築與都市人居學會（CTBUH）的代表Antony Wood聲明杜拜塔已超越了台北101的混凝土高度記錄。然而，他也附帶說了“我們不會對未完成的大樓，如同柳京飯店這類進行正式認證。台北101仍然是正式的世界最高大樓，直到杜拜塔完工。”[9]幕牆開始安裝。
- 2007年8月12日，杜拜塔超越了527.3（1,730英尺）的天線高度（143層）。
- 2007年9月3日，杜拜塔成為世界第二高的自立建築結構，超越了在俄羅斯莫斯科高540（1,772英尺）的莫斯科電視塔（148層）。
- 2007年9月12日，杜拜塔以555.3（1,822英尺）的高度超越加拿大多倫多的加拿大國家電視塔成為世界最高的自立建築結構（150層）。[10]
- 2007年12月10日，開始使用鋼骨結構，之後的建設將不再用到混凝土（156層）。
- 2008年4月8日，阿联酋迪拜艾马尔房地产公司宣布，杜拜塔的高度已达629米（165層），超过高度为628.8米的美国KVLY電視塔，成为世界最高建筑。
- 2008年6月17日，阿联酋迪拜艾马尔房地产公司宣布杜拜塔的高度已超越636米（166層）。
- 2008年9月1日，艾马尔房地产公司宣布杜拜塔再创新纪录，兴建高度达到688米（179層），并计划在2009年9月完工，不过最终高度仍未公布。
- 2008年9月26日，艾馬爾房地產公司宣布杜拜塔達到707米（2,320英尺）（186層）。
- 2009年1月17日，艾馬爾房地產公司宣布杜拜塔達到828米（2,717英尺）的高度（206層），大樓封頂。
- 2010年1月4日，杜拜塔正式啟用，更名哈里發塔，以319米的差距，超越台北101，成為世界最高大樓，也是最高的人造建築。

### 過去記錄
- 最高的結構物：828（2,717英尺）（先前為美國北達科塔州高628.8（2,063英尺）的KVLY電視塔）
- 最高的自立建築：828（2,717英尺）（先前為加拿大國家電視塔 - 553.3（1,815英尺））
- 最高的建築：828（2,717英尺）（先前為台北101 - 509.2（1,671英尺））
- 最多樓層數：163層（先前為香港環球貿易廣場，118層）
- 最高混凝土結構：601.0（1,972英尺）（先前為香港環球貿易廣場屋頂 - 484（1,588英尺）
- 最高游泳池（位在第76樓）
- 最高夜總會（位在第143樓）

### 高度計畫

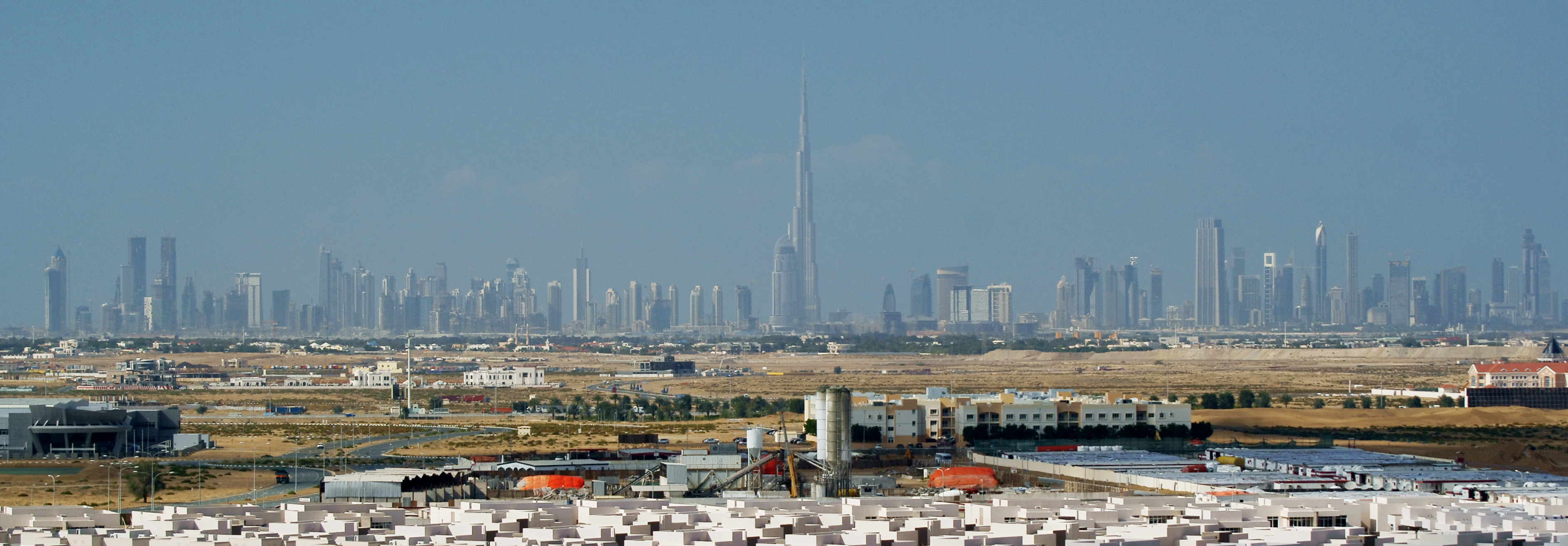
位在杜拜的天際線的哈利法塔，攝於2010年1月4日官方開幕日當天。

哈利法塔目前已成為世界最高的大樓，除了打破之前的記錄保持者——台北101，也打敗了目前其它所有的高樓開發案，如世貿中心原址興建的自由塔、深圳的平安金融中心，已超越多倫多的加拿大國家電視塔（553.3米）成為世界最高的自立式建築，以及前最高建築美國北達科他州的KVLY-TV天線塔（628.8米），也超過紀錄上最高的建築——華沙電台廣播塔（646.4米），而它也將幾乎是紐約帝國大廈的兩倍高，在95公里外也能看到此塔，而大樓也將設有室內與室外複合觀景台（124樓，約地上442米），但僅約哈利法塔高度的一半。
哈利法塔設計圖樣的高度已經經過數次的增加，原初為560米高的墨爾本尤里卡大樓的複製作品，但不久後即被SOM重新設計樣貌，此時設計為650米高，後又再追加到705米高，而819米的高度已經是第七個設計圖樣。
總建築師，亞德里恩·史密斯，覺得該設計未達完美，因此他尋找並得到批准增加高度至目前的計畫，但並未增加更多樓層，且讓史密斯的計畫顯得更苗條，然而，此大樓的頂部，自156樓（585.7米）起將使用鋼框架結構，而以下樓層則使用鋼筋混凝土，伊瑪爾表示此鋼骨結構為打敗其它高樓的要素，然而，只要大樓完成就無法再更改高度了。
有許多廠商資料與網站皆曾表示計畫的最終高度，但這些消息皆尚未被伊瑪爾官方所完全證實，例如從轉承包商“波斯灣擠壓”（Persian Gulf Extrusions）於2006年9月20日所發表的文章中得知，高度被計畫至940米（3,084英尺），而從skyscraperpage.com網站則指出另一個接近的高度—807.7米，由 杜拜塔 的契包商Arabtec提供，另在2006年9月20日GoWealthy.com網站的文章則列出承包商的高度（940米），而9月28日在burjdubaiskyscraper.com的網站指出，高度為916米，而在burjdubaiskyscraper網站中表示會比最終高度還高24米，另外在dubaimegaprojects.com網站所報導的更將有216層與超過818米的高度。

### 高度爭霸
哈利法塔的主要競爭對手包括50公里外、同樣位於杜拜的計畫案棕櫚島塔（原來計畫為朱美拉棕櫚島的中心），建商納克希爾地產持續規劃其高度以震撼哈里發塔的最高樓地位，預計從原定的750米調高至1000米以上，2009年12月受到金融風暴影響取消此建案；在科威特也規劃了1,001米高度的絲綢之都以作為新都市計畫，然而根據報告要完成此計畫得付出長達25年的時間；2011年，即哈里發塔建成隔年，鄰國沙烏地阿拉伯宣佈建造高達1,008公尺的吉達塔（Jeddah Tower）；2016年，同樣位於杜拜正在建造高達1,100~1,200公尺的杜拜灣塔（Dubai Creek Tower）。

## 結構與設計

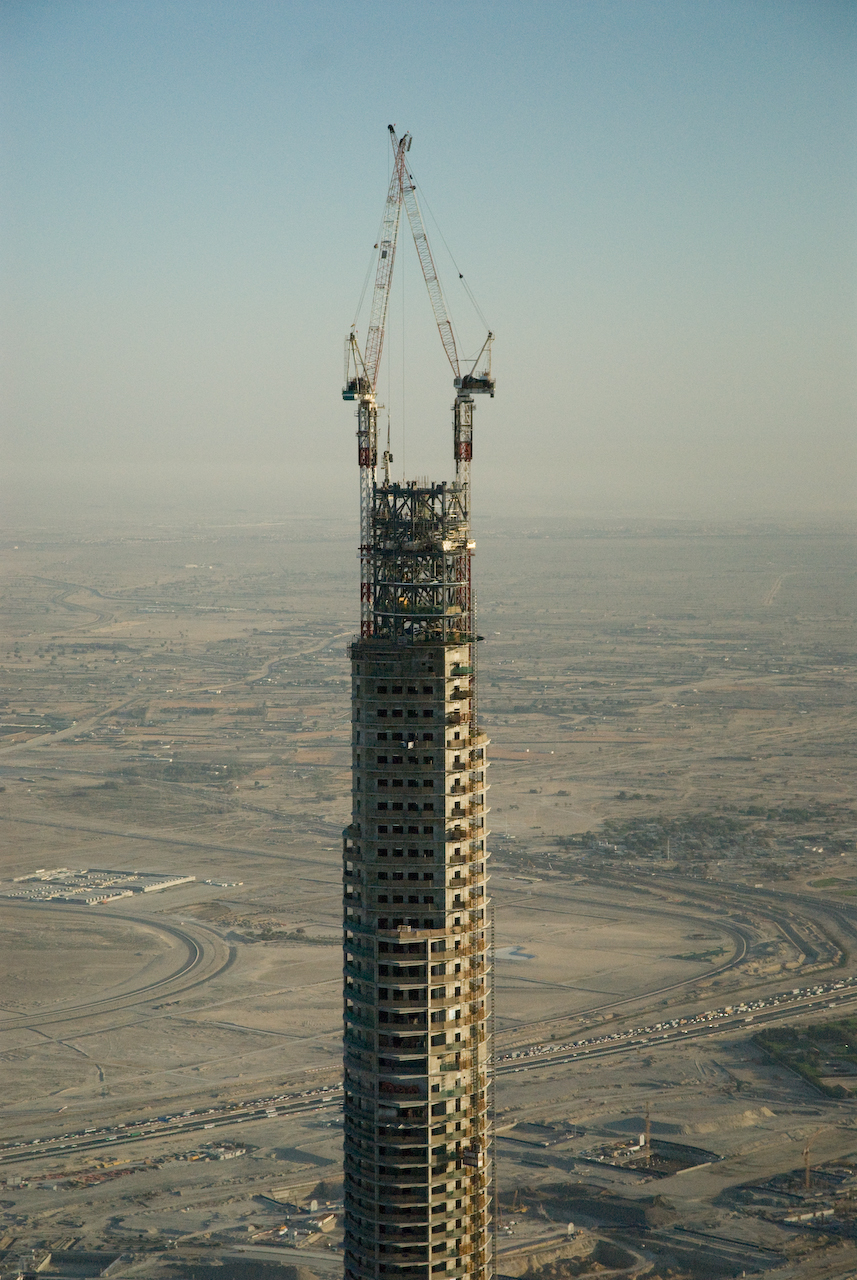
自2000英尺的高空上，正在建設中的哈利法塔特寫，攝於2008年3月。

哈利法塔由SOM所設計，此公司出名在於它的超高樓計畫如芝加哥的西爾斯大樓與紐約市的世界貿易中心一號大樓。
哈利法塔是全球最高的自力支撐架構，哈利法塔全靠一根由地下伸延至156樓（585米）的核心柱及三組扶壁式核心支撐塔樓，再於上層採用傳統鋼筋結構，而橫切面選取Y型設計，也有助穩固建築物。
哈利法塔地基表層，全由細小石塊長年累月黏合而成，不像紐約或芝加哥般屬於堅固石層。為了打穩地基，工程師採用加固的混凝土樁柱，再於樁柱上的丫型地台鋪上一層混凝土。由於杜拜的地下水含高濃度氯化物和硫化物，容易侵蝕水泥和金屬柱，建築師特別選用極高密度的水泥，減少侵蝕程度。
哈利法塔的設計為伊斯蘭教建築風格，樓面為「丫」字形，並由三個建築部份逐漸連貫成一核心體，從沙漠上升，以上螺旋的模式，減少大樓的剖面使它更如直往天際，至頂上，中央核心逐轉化成尖塔，丫字形的樓面也使的杜拜塔有較大的視野享受。
內部設計由喬治·阿瑪尼設計，一個阿瑪尼飯店將座落於37樓以下的樓層，45至108樓將會有高達700間房間（據開發商表示，這些公寓房間在開賣後的8小時內即銷售一空），一座戶外零入口的游泳池將座落於78樓，106樓以上的樓層將為辦公室與會議室，124樓預計會設計觀景台（約442米），而頂部的尖塔天線將包含通訊功能。
哈利法塔也擁有目前全球第三快的電梯，速率為18米/秒（64公里/小時或40英里/小時），僅次於廣州周大福金融中心的秒速21米及上海中心大廈的20米。
哈利法塔總計57部電梯，其主電梯高504公尺，上升高度曾為世界第一，位置在塔中央；不過並沒有直達最高169層樓，必須在第123和138層的「轉乘區」換搭乘電梯；並且電梯在1分鐘內可達第124樓世界最高室外觀景台。
2010年2月7日，哈利法塔宣布，由於人潮流量太大，電力供應出問題，因此必須暫時關閉觀景台。

### 供水系統
哈利法塔藉由長達100公里的管線，平均每天可提供946000公升的供水。另外有213公里的水管做為消防系統使用、34公里的管線做為冷氣冷卻水用途。

### 材料使用
大約35,000噸曾用來建造共和國宮的鋼材則被出售至阿拉伯聯合大公國，作為哈里發塔的部分建築材料。

## 目的
哈利法塔被設計為包含30,000戶與9間飯店的一個大比例、複合開發計畫的中心，此計畫案包含如杜拜購物中心、杜拜塔湖上飯店與服務公寓、19棟住宅大樓、2.5公頃（6.2英畝）的公園與一個12公頃大的杜拜塔湖泊，此完整200公頃（500英畝）的開發案花費高達200億美元，但只要計畫案完成，將有多達200公頃的使用空間。
此塔上超透光玻璃的混凝土建築使中東地區重新成為世界最高建築的所在地，往昔中東地區的世界最高建築—埃及的吉薩大金字塔在1311年被英國的林肯大教堂所取代。
此建造哈利法塔與其他摩天大樓計畫的決策者為政府，作為貿易經濟（國內依賴石油貿易）中之外的服務、觀光使用，杜拜目前有226萬的人口，大部分的土地仍為沙漠（覆蓋了超過90%的土地）或稀少的人口分布，打造如世界第一高樓這樣的計畫是使杜拜及國家提升國際知名度的重要方式之一，另據一名納克希爾地產的VIP觀光客Jacqui Josephson表示：「穆罕默德·本·拉希德·阿勒馬克圖姆（阿拉伯聯合大公國副總統兼總理及杜拜新任酋長）想要用轟動的要素使杜拜登上地圖」。

## 樓層用途

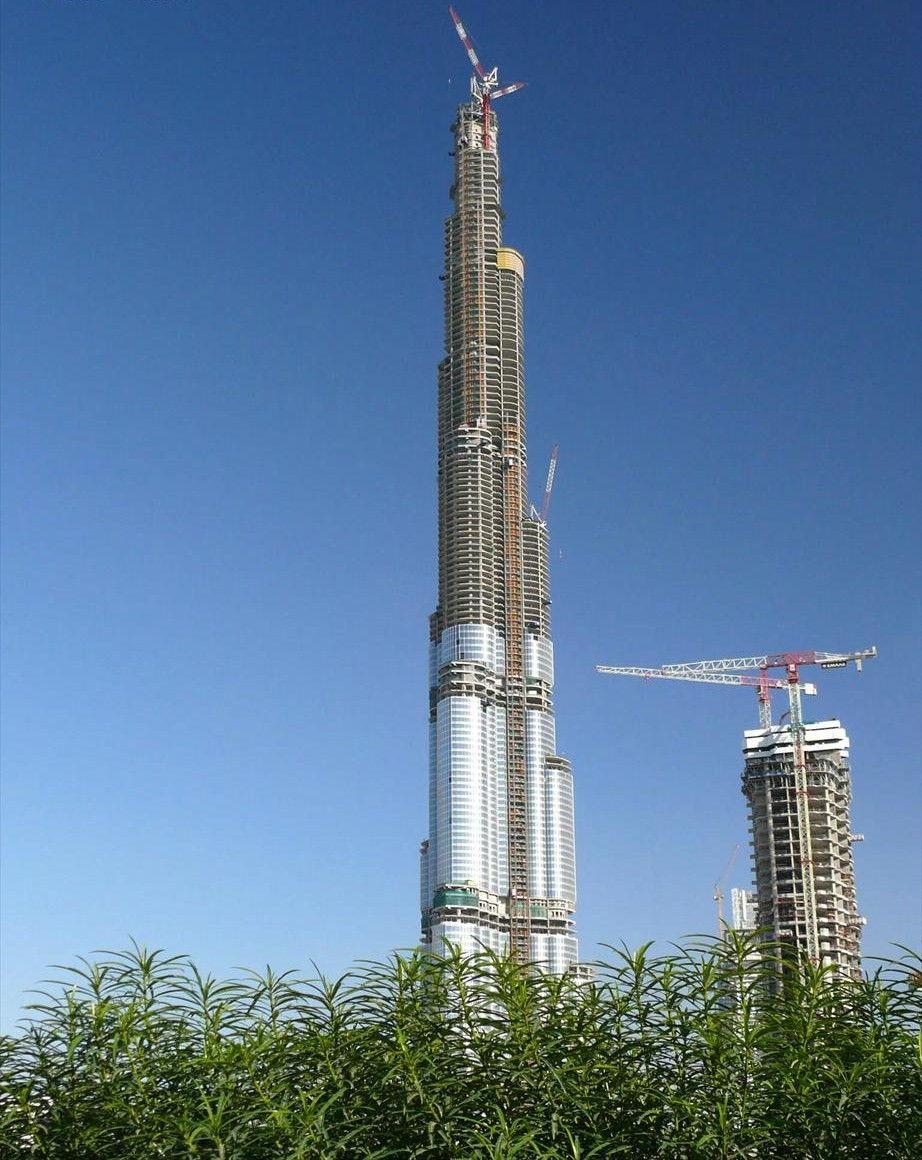
仍在施工的哈利法塔，自阿拉伯聯合大公國杜拜的舊城區所拍下，攝於2008年1月29日。

以下是塔內各樓層的用途：
| 樓層    | 用途 |
| ------- | --- |
| 160-163 | 機電層 |
| 156-159 | 廣播傳送 |
| 155     | 機電層 |
| 149-154 | 辦公室 |
| 148     | At the Top Sky（貴賓觀景台）、貴賓室 |
| 139-147 | 辦公室 |
| 136-138 | 機電層 |
| 125-135 | 辦公室 |
| 124     | At the Top（觀景台） |
| 123     | 觀景台空中大堂 |
| 122     | Atmosphere餐廳 |
| 112-121 | 辦公室 |
| 109-111 | 機電層 |
| 77-108  | 住宅 |
| 76      | 住宅空中大堂 |
| 73-75   | 機電層 |
| 44-72   | 住宅 |
| 43      | 住宅空中大堂 |
| 40-42   | 機電層 |
| 38-39   | Armani酒店總統套房 |
| 19-37   | 住宅 |
| 17-18   | 機電層 |
| 9-16    | Armani服務式住宅 |
| 5-8     | Armani酒店套房 |
| 4       | 機電層 |
| 3       | Armani/Amal（印度餐廳）、Armani/Spa（水療中心）、 健身中心、室外泳池 |
| 2       | Armani酒店員工管理區 |
| 1       | Armani酒店大堂、Armani/Lounge（酒廊）、Armani/Ristorante（意大利餐廳）、 Armani/Mediterraneo（地中海餐廳）、Armani/Dolci（小食店）、Armani/Fiori（花店）、 Armani/Galleria（精品商店）、Armani/Prive（夜總會）、 Armani/Al Majlis（會議室）、Armani/Business Centre（商務中心） |
| G       | 住宅大堂、Armani/Kaf（西式餐廳） |
| C       | 辦公大堂、觀景台入口大堂、Armani/Hashi（日式餐廳）、Armani Ballroom（宴會廳）、 Armani/Pavilion（多功能室）、貨物起卸區 |
| B1-B2   | 停車場、機電層 |

## 升降機配置
哈利法塔升降機服務樓層列表（一律採用奧的斯升降機）
- H1-H4（4部來往酒店客房之電梯）：G、1、3、5-16、38、39
- HS1, HS2（2部酒店專用之服務電梯）：C、G、1-39
- HS3, HS4（2部來往酒店大堂及配套設施之服務電梯）：B1、C、G、1-3
- HS5（1部酒店專用之服務電梯）：C、G、1–3
- HR1（1部來往酒店餐廳之電梯）：C、G、1
- HF3（1部來往酒店配套設施之電梯）：C、G、1、1M、2、3
- HB1, HB2（2部來往酒店宴會廳之電梯）：C、G、1
- HP1-HP4（4部酒店專用之停車場電梯）：B2、B1、C、G、1、3
- HA1-HA3（3部服務式住宅專用電梯）：G、1、3、9-16、18-39
- R1-R3（3部來往住宅空中大堂之穿梭電梯）：G、43
- R4-R6（3部來往住宅空中大堂之穿梭電梯）：G、76
- R7-R9（3部來往43/F-72/F之住宅電梯）：43-72
- R10-R12（3部來往76/F-108/F之住宅電梯）：76-108
- RP1, RP2（2部住宅專用之停車場電梯）：B2、B1、C、G、1
- OB1, OB2（2部來往辦公空中大堂及觀光層之穿梭電梯，雙層）：C/G、123/124
- BO1-BO3（3部來往112/F-123/F之辦公電梯）：112-123
- BO4-BO6（3部來往123/F-154/F之辦公電梯）：123-135、139-154
- OP1, OP2（2部辦公室專用之停車場電梯）：B2、B1、G、1
- BS1/F（1部消防及服務電梯）：C、G、1-40、42-73、75-109、111-136、138
- BS2/F（1部載貨之服務電梯）：C、G、1-40、42-73、75-109、111
- BS3/F（1部載貨之服務電梯）：138-160

## 薪資爭議

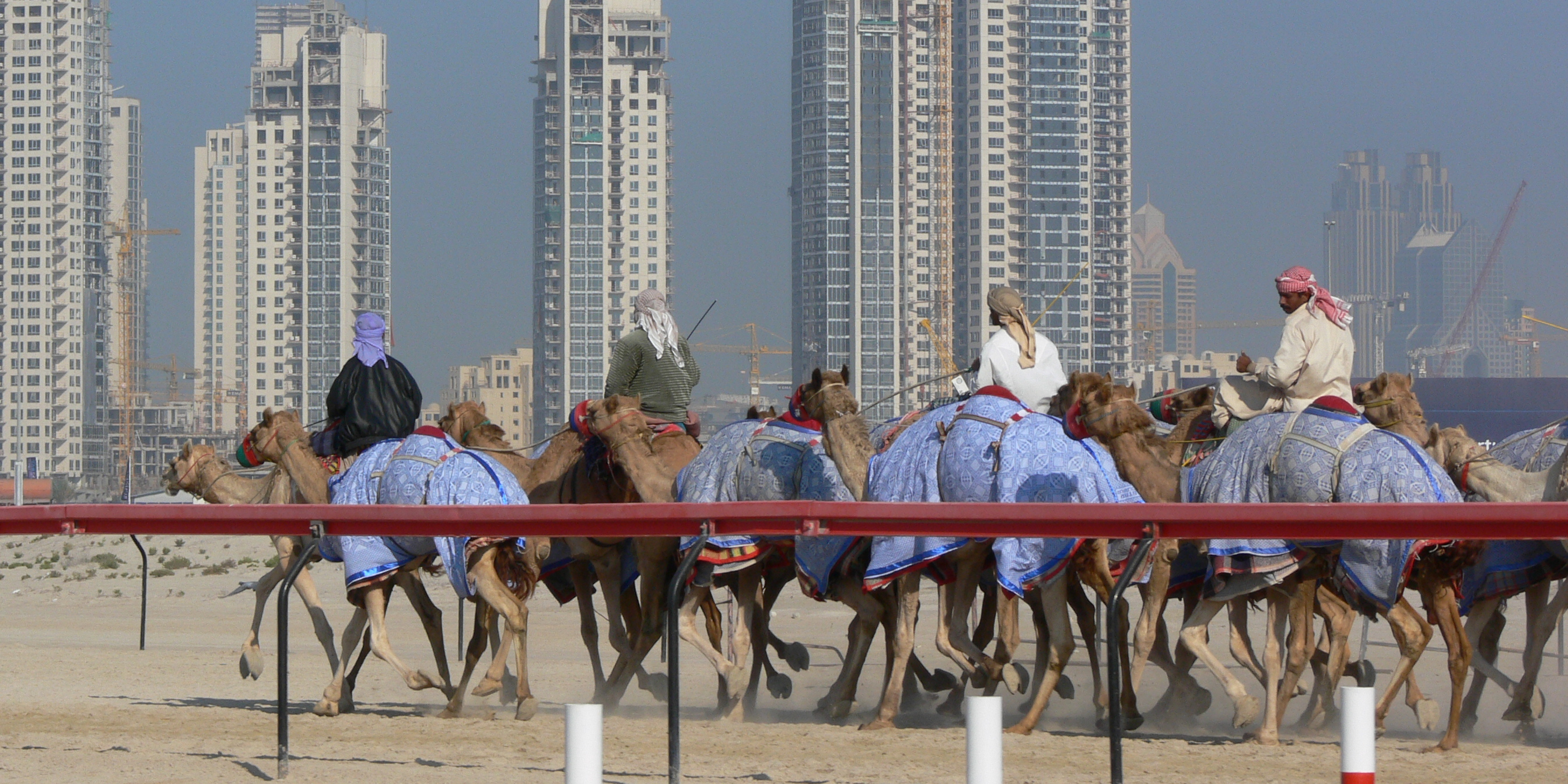
駱駝隊伍走於哈利法塔前，攝於2006年12月29日。

哈利法塔主要由移民工程師與工人所建造，大多來自印度、巴基斯坦、孟加拉、中國與菲律賓，據報導工匠每日可得4.34英鎊（7.6美元），而勞工每日可得2.84英鎊（4美元），工會在阿拉伯聯合大公國的律法中是被禁止的，但政府近期公告將逐步允許其建築工會。
2006年3月21日，一群由哈利法塔臨近的杜拜購物中心的建造者，Al Naboodah所雇用的勞工發起暴動，他們破壞車輛、辦公室、電腦與建築工具，損失總合價值高達數百萬元，在杜拜國際機場的建築工人也聲援此暴動，新聞報導此暴動影響了杜拜塔的工程，並企圖向多數人索賠，然而，首要承包商，南韓財閥之三星集團，表示大樓仍持續工程進行，並會更加改善其僱員的薪資與環境狀況。

## 流行文化
- 2011年上映的美國電影，其中杜拜的主場景即發生在哈利法塔，並於此取景拍攝。

## 外部連結
- 杜拜塔官方網站
- 杜拜塔摩天樓（页面存档备份，存于）—建築圖片與資訊
- 契包商Arabtec－ 迪拜塔
- 杜拜塔（页面存档备份，存于）—從Design Build Network得到的計畫資訊
- 杜拜塔（杜拜市區） - 大樓與其周圍
- 杜拜塔之塔（页面存档备份，存于）
- SkyscraperPage之杜拜塔（页面存档备份，存于）
- 杜拜開發與投資局
- 杜拜塔風力工程”[永久]（Irwin、Baker，2006年6月）STRUCTURE雜誌（页面存档备份，存于）
- 杜拜塔之塔 - 風力測試”[永久]（Erwin、etal，2006年11月）STRUCTURE雜誌（页面存档备份，存于）
- SkyscraperCity的資料庫
- 奧的斯全球，簽署項目 - 來自奧的斯電梯公司的電梯計畫資訊
- OpenStreetMap上有關哈利法塔的地理